# Fajksowa Czuba
Fajksowa Czuba, dawniej także Faiksowa, Fajksowa, Faixowa (niem. Faix-Koppe, słow. Faixova, węg. Faix-púp, 1488 m n.p.m.) – szczyt we wschodniej części grani głównej Tatr Bielskich na Słowacji. Jest pierwszym od wschodu wzniesieniem w Tatrach, którego wierzchołek sięga powyżej górną granicę lasu.
Od strony zachodniej Fajksowa Czuba jest oddzielona od Koziego Grzbietu i masywu Bujaczego Wierchu (Bujačí vrch, 1947 m) płytką Fajksową Przełęczą (1480 m). Od wschodu od niższego Kobylego Wierchu (Kobylí vrch, 1109 m) oddziela go lesista Kobyla Przełęcz (ok. 1090 m).
Od wierzchołka na północny wschód oddziela się od głównej grani zalesiona odnoga, kończąca się na północ od zabudowań Tatrzańskiej Kotliny w pobliżu Drogi Wolności. Pomiędzy odnogą tą a granią główną znajduje się niewielka dolina Drabina. Na północ od grani w rejonie Fajksowej Czuby odchodzi kilka mniejszych grzbietów, opadających do Suchej Doliny Bielskiej. Południowe stoki szczytu opadają do Doliny Huczawy. Wszystkie stoki Fajksowej Czuby mają deniwelację nieco ponad 600 m. Wszystkie są porośnięte lasem, ale znajdują się w nim liczne grupy skał. Największe to Skały Kaltsteina w Dolinie Huczawy.
Nazwa Fajksowej Czuby i sąsiedniej Fajksowej Przełęczy pochodzi od nazwiska Faix, występującego wśród Niemców spiskich.
Południowo-wschodnimi stokami szczytu prowadziła do 1978 roku czerwono znakowana Magistrala Tatrzańska, obecnie zamknięta na całym odcinku prowadzącym przez Tatry Bielskie, na terenie których utworzono rezerwat ścisły.
Przy Drodze Wolności, w najniższej części porośniętej lasem północno-wschodniej (dokładniej NEE) grzędy Fajksowej Czuby jest nieczynny kamieniołom. Na jego gładkich, płytowych ścianach poprowadzono wiele trudnych dróg wspinaczkowych o długości do 30 m. Jest to jedyne w całej wschodniej części Tatr Bielskich miejsce dopuszczone do uprawiania wspinaczki. Znajduje się na północno-zachodnim końcu zabudowań Tatrzańskiej Kotliny.

## Przypisy

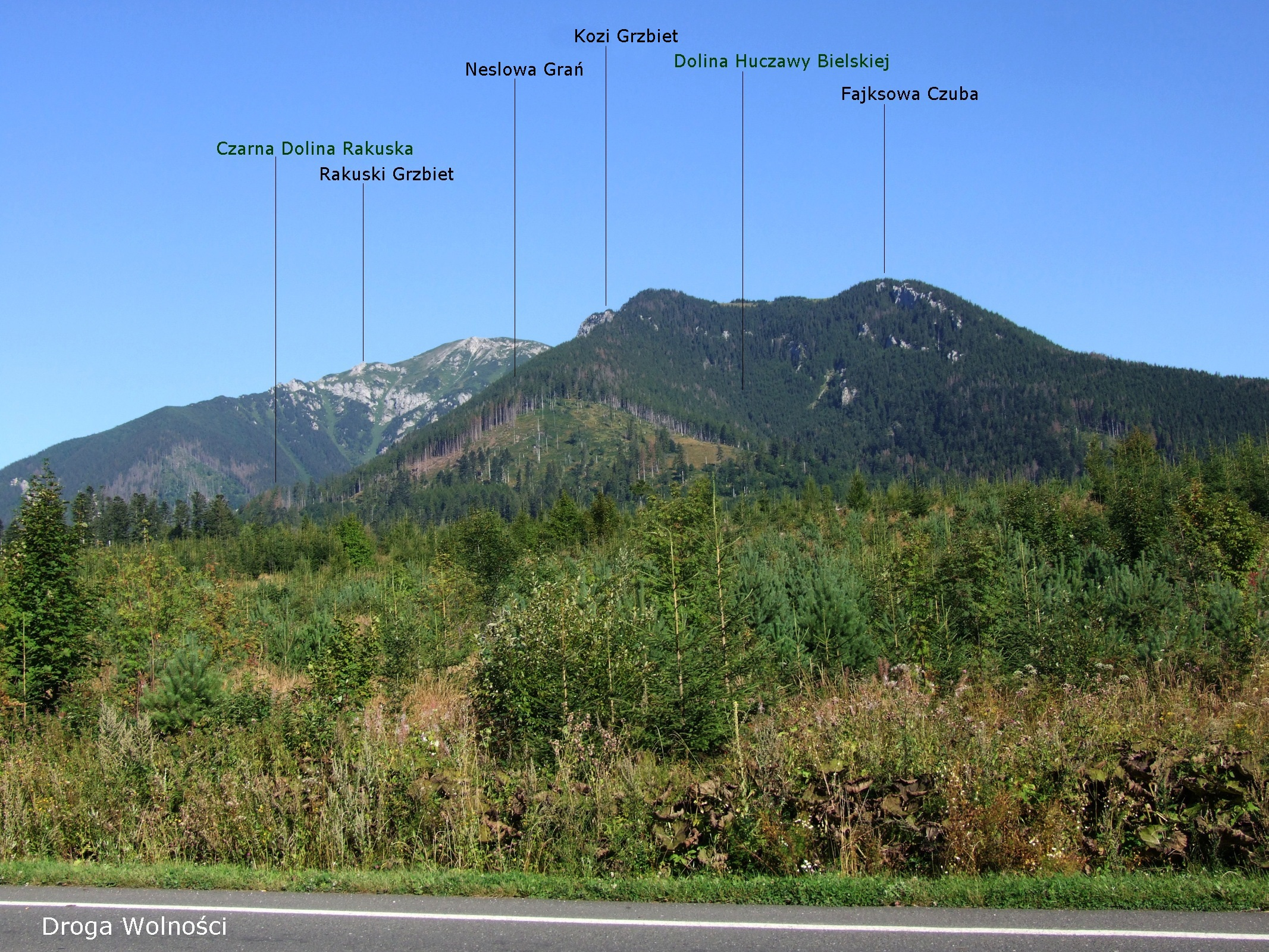
Widok z północnego wschodu
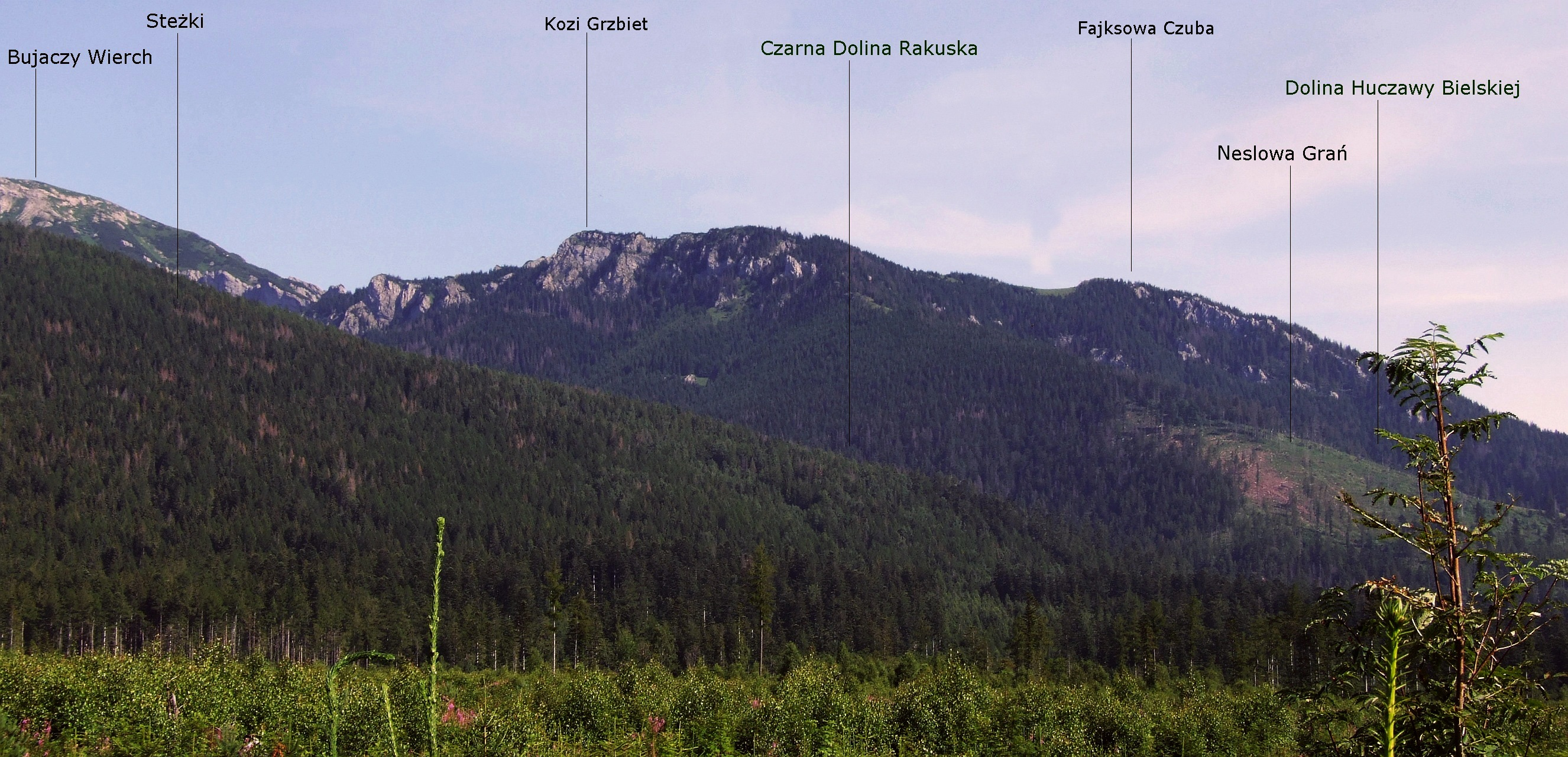
Widok z okolic Kieżmarskich Żłobów